# Love Seeker CAN'T STOP IT
《Love Seeker CAN'T STOP IT》（日语：ラヴ·シーカー CAN'T STOP IT）是日本音樂組合VisioN的總計第2張單曲。1992年4月29日經由Virgin Japan發行。

## 解說
《Love Seeker CAN'T STOP IT》是VisioN自從上一張單曲《尋找著你》之後，相隔1個月發行的最新單曲。同名標題曲曾在1992年被富士電視台電視動畫《亂馬1/2 熱鬥篇》選為最後的片頭主題曲使用，使用時間從1992年4月3日（第118話）至同年9月25日（第143話）為止。
後來，「Love Seeker CAN'T STOP IT」都有在VisioN的專輯《VisioN-II》、及《亂馬1/2》的相關專輯《亂馬1/2 開幕的主題歌集》（1992年10月21日發行）和中收錄。

## 收錄歌曲
1. Love Seeker CAN'T STOP IT（ CAN'T STOP IT）
  - 作詞：MITSUKO KOMURO（日语：小室みつ子），作曲：MIYABI、YUKI、TERU、TAKE，編曲：VisioN
  - 富士電視台電視動畫《亂馬1/2 熱鬥篇》片頭主題曲
2. Love Seeker CAN'T STOP IT (Romatic Version)

※即所謂的卡拉OK版本